# Список послов Великобритании в Египте
В статье представлен список генеральных консулов и послов (верховных комиссаров) Великобритании в Египте с 1883 года и по сегодняшний день. С 1882 по 1956 год Египет был оккупирован Великобританией, и британский генеральный консул или посол (верховный комиссар) оказывал решающее влияние на дела египетского государства.

## Генеральные консулы
- 1786—1796: en:George Baldwin (diplomat)[1]; отозван в 1793, но получил уведомление только в 1796
- 1803—1804: en:Charles Lock
- 1804—1815: en:Edward Missett (агент, затем генеральный консул)[2]
- 1815—1827: Генри Солт
- 1827—1833: Джон Баркер (фактически до 1829)
- 1833—1839: en:Patrick Campbell (1779–1857)
- 1839—1841: en:George Lloyd Hodges
- 1841—1846: en:Charles John Barnett
- 1846—1853: en:Charles Murray (author and diplomat)
- 1853—1858: en:Frederick Wright-Bruce
- 1858—1865: en:Robert Gilmour Colquhoun
- 1865—1876: en:Edward Stanton (British Army officer)
- 1876—1879: en:Hussey Vivian, 3rd Baron Vivian
- 1879—1883: en:Edward Malet
- 1883—1907: Бэринг, Ивлин, 1-й граф Кромер
- 1807—1811: Элдон Горст[англ.]
- 1911—1914: Китченер, Гораций Герберт

## 1914—1936: Верховные комиссары
- 1914—1915: Милн Читем (исполняющий обязанности)
- 1915—1917: сэр Генри Мак-Магон[англ.]
- 1917—1919: сэр Реджинальд Уингейт
- 1919—1925: Алленби, Эдмунд
- 1925—1929: Джордж Ллойд, 1-й барон Ллойд
- 1929—1933: Перси Лорейн
- 1934—1936: Майлс Лэмпсон

## Послы
- 1936—1946: Майлс Лэмпсон
- 1946—1950: Рональд Кэмпбелл
- 1950—1955: Ральф Стивенсон
- 1955—1956: Хэмфри Тревельян
- Разрыв отношений из-за Суэцкого кризиса
- 1959—1961: временный поверенный Кроу, Колин
- 2003—2007: Дерек Пламбли
- 2007—2011: Асквит, Доминик
- 2011—2014: Уотт, Джеймс
- 2014—2018: Джон Кассон[3]
- 2018-: Джеффри Адамс[4][5]